# 바야돌리드 회의

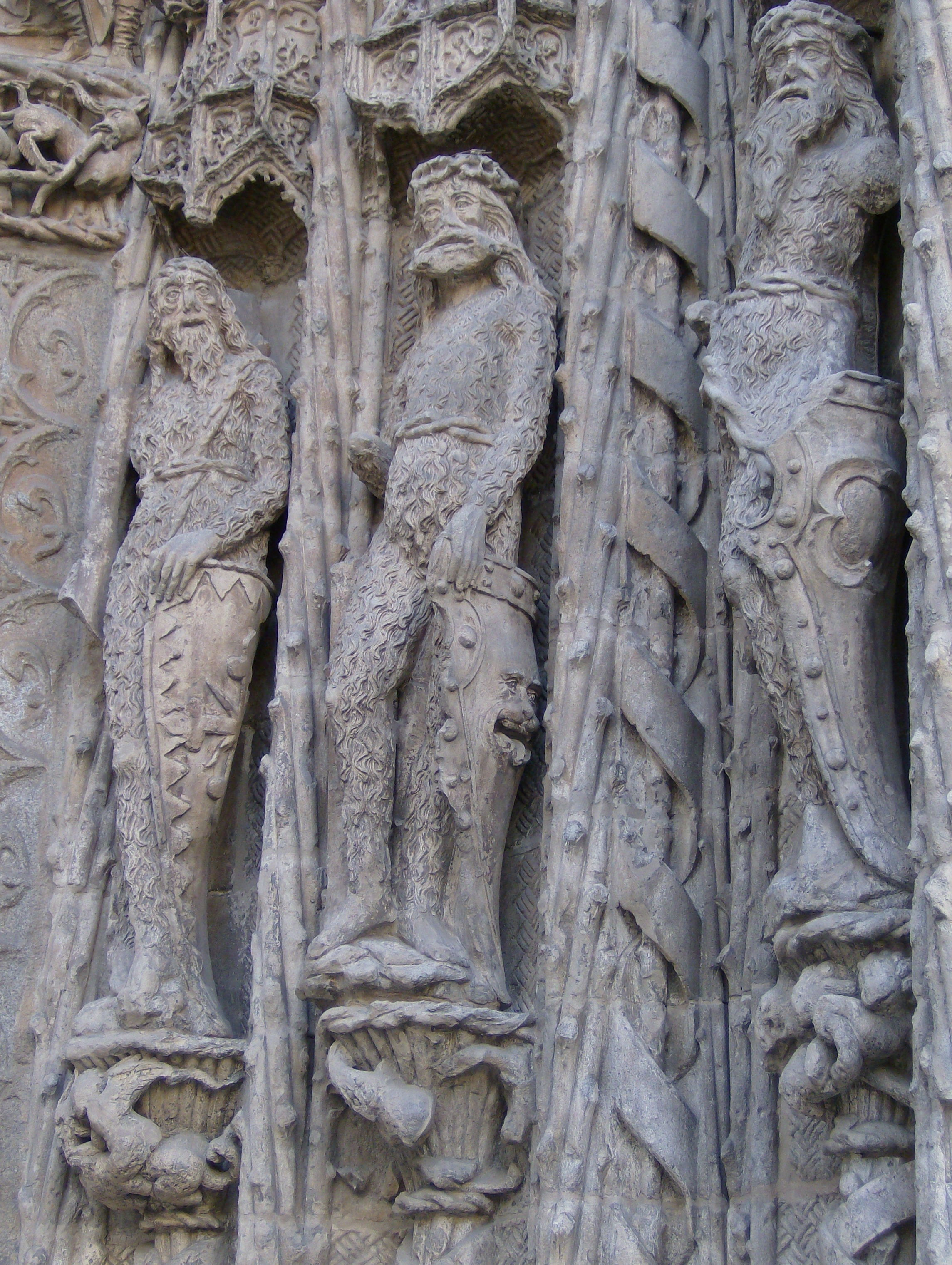
회의 장소였던 바야돌리드 산그레고리오 성당 외벽에 조각된 야생인(wild man) 그로테스크.

바야돌리드 회의(스페인어: Junta de Valladolid 훈타 데 바야돌리드[*])는 1550년에서 1551년 사이 에스파냐의 바야돌리드에서 아메리카 식민화에 관해 벌어진 신학토론회다. 스페인 식민지 통치자들에 의해 원주민들이 강제노동에 동원되거나 잔혹하게 살해 당하는 등의 참상이 스페인 사회에 알려지면서 큰 논란이 발생하자 왕명에 의해 진상 조사와 더불어 개최된 토론회였다. 서양사상 최초의 피식민지인의 인권에 관한 주제가 거론된 자리였으며, 주된 대화 주제는 미주 식민화가 천주교 개종에 의해 정당화되는지 여부, 그리고 백인 식민자들과 신세계 원주민들간의 관계 같은 것이었다.
원주민의 인권과 재산권을 옹호했던 대표주자로 라스 카사스 신부 등이 참가했고, 원주민을 개종시키는 가장 좋은 방법은 군사적인 점령과 노예화에 있음을 주장한 세풀베다(Sepulveda) 등이 참가하여 열딘 토론을 벌였다. 논쟁은 결국 신대륙의 원주민을 보호하고 부족한 노동력은 아프리카 흑인 노예를 동원하여 보충하는 것으로 귀결되게 되었다. 이는 원주민 인권 옹호자였던 라스 카사스 신부의 견해가 받아들여진 것이었다.

## 배경

### 정복의 시대

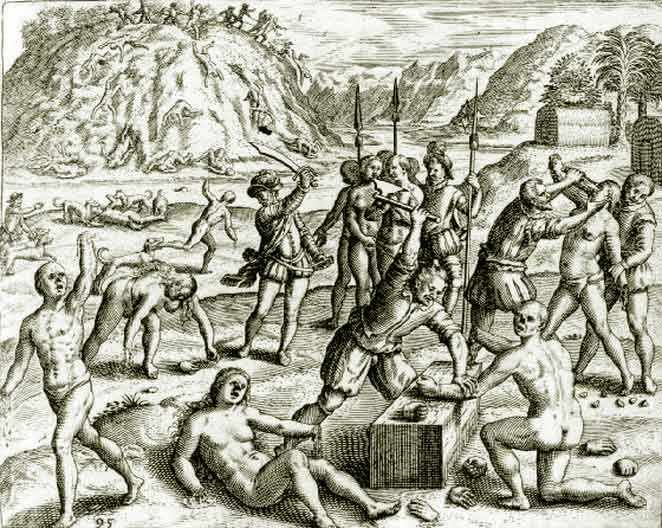
인디오를 학살하는 탐험가들

1492년 콜럼버스의 신대륙 발견 이후, 스페인은 새로운 대륙에 대한 탐험과 개척기를 거친 후 정복의 시대로 전환하였다. 코르테스가 1521년에 아즈텍을 정복하였고, 1533년에 피사로가 잉카를 멸망시켰다. 개척초기에 이들 정복자들은 원주민 보호를 위해 만들어진 엔코미엔다 제도를 악용하여 원주민들을 노예화 한 후 노동 착취를 일삼았다. 탁스코(1529년), 파추카(1534년), 포토시(1545년), 사카데카스(1546년), 과나후아토(1548년) 등에서 대규모 은광이 발견되자 강제 동원된 원주민들은 실로 열악한 환경하에서 중노동에 시달렸다.
카톨릭 전파를 명분으로 내세웠던 이들 탐욕스런 정복자들은 원주민들을 잔혹하게 고문하고 살해하기도 했다. 16세기 초에 약 7천만명이었던 원주민들은 50년만에 10분의 1로 줄어들었다. 사망 원인으로는 천연두를 비롯한 유럽의 질병에 의한 것도 있었지만 가혹한 노동과 정복자들에 의한 야만적인 온갖 만행에 있었다. '가톨릭'이라는 미명하에 저질러진 야만스런 정복행위는 귀국한 카톨릭 신부들에 의헤 스페인 사회에 알려졌다.

### 라스카사스의 고발

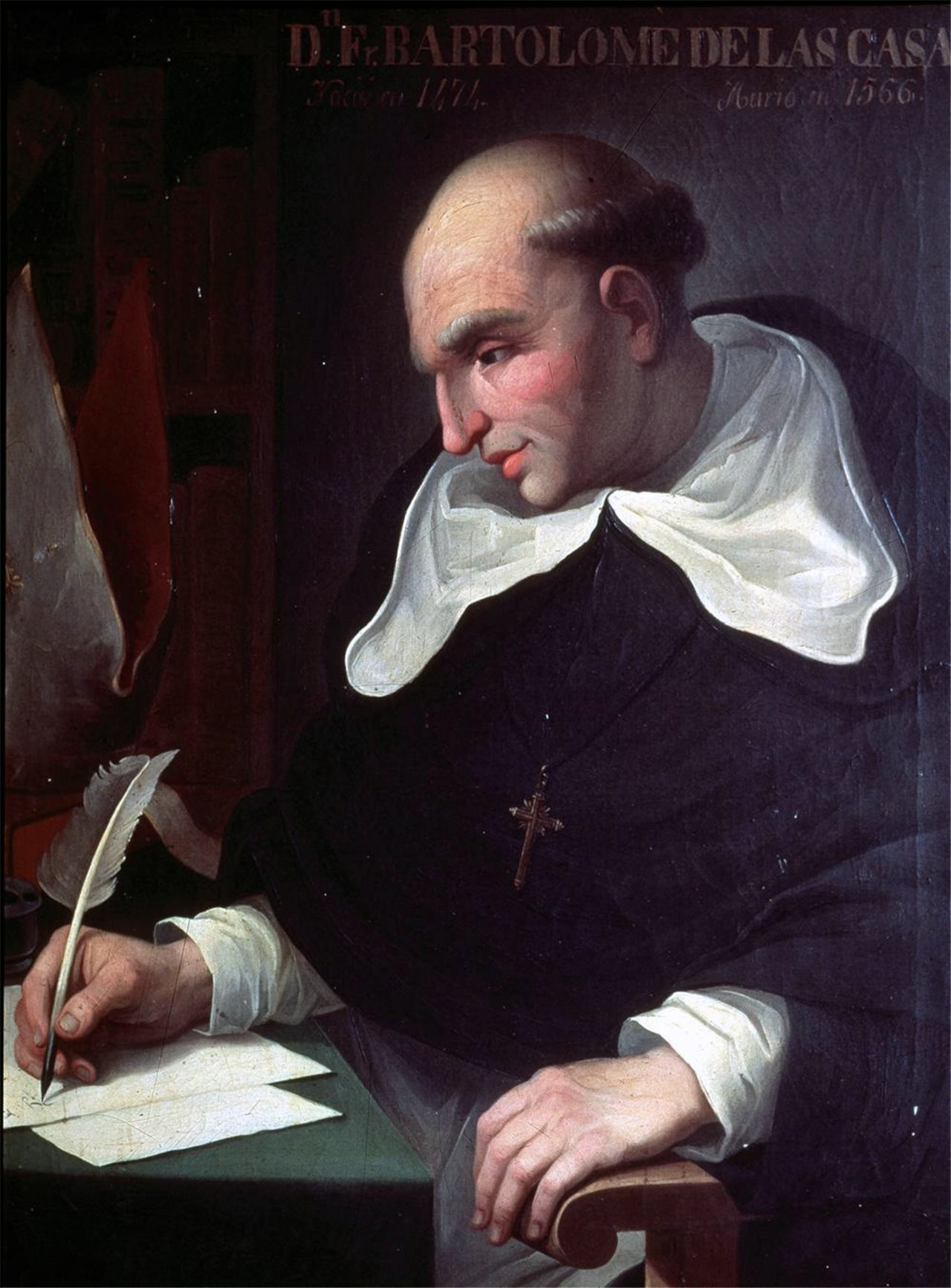
라스 카사스 신부

신대륙의 실상을 고발한 대표주자로는 도미니크회 소속의 라스 카사스 신부가 있었다. 그는 《서인도 제도의 역사》 라는 책을 기술하여 원주민들의 참상과 정복자들에 의해 자행된 수많은 범죄행위에 대해서 상세히 알렸다. 다음은 라스 카사스 신부가 쓴 글 중에서 발췌 한 것이다.
그들은 사람들 사이로 뚫고 들어가 어린이건 노인이건 임신부건 가리지 않고 몸을 찢었으며, 칼로 베어서 조각을 냈다. 울타리 안에 가둔 한 떼의 양을 습격하는 것과 다를 바 없었다. 그들은 끼리끼리 그들 가운데 누가 단칼에 한 사람을 두 동강 낼 수 있는지, 창으로 머리를 부술 수 있는지, 또는 내장을 몸에서 꺼낼 수 있는지 내기를 걸었다. 그들은 갓난아기의 발을 잡고 엄마의 젖가슴에서 떼어내 머리를 바위에다 패대기쳤다. 어떤 이들은 아기의 어깨를 잡고 끌고 다니면서 놀리고 웃다가 결국 물속에 던져 넣고, "이 작은 악질 놈아! 허우적거려보라!"고 말했다··· 그들은 또 구세주와 12사도를 기리기 위해 13개의 올가미를 만들어 원주민 13명을 매달고 그들의 발밑에 모닥불을 피워 산 채로 태워 죽였다.

### 토론회 개최
뒤늦게 식민지의 실상을 알게된 스페인 국왕 카를로스 1세는 1542년에 신법(新法)을 공포하여 원주민들을 보호하고 노예화와 노동착취를 금지 시켰다. 한편, 정복자들에 대해 비난이 쏟아지기도 했으나 옹호하는 이들도 있어 스페인 사회에서는 큰 논란이 발생했다. 이에 1550년에 카를로스 1세의 지시하에 바야돌리드 궁정에서 토론회가 개최되기에 이르렀다. 원주민의 인권과 재산권을 옹호했던 대표주자로 라스 카사스 신부 등이 참가했고, 군사행동을 통해서라도 원주민을 개종시키고 교화 시켜야 한다는 입장을 가진 세풀베다(Sepulveda) 등이 참가하여 열딘 토론이 벌어졌다.

## 바야돌리드 논쟁

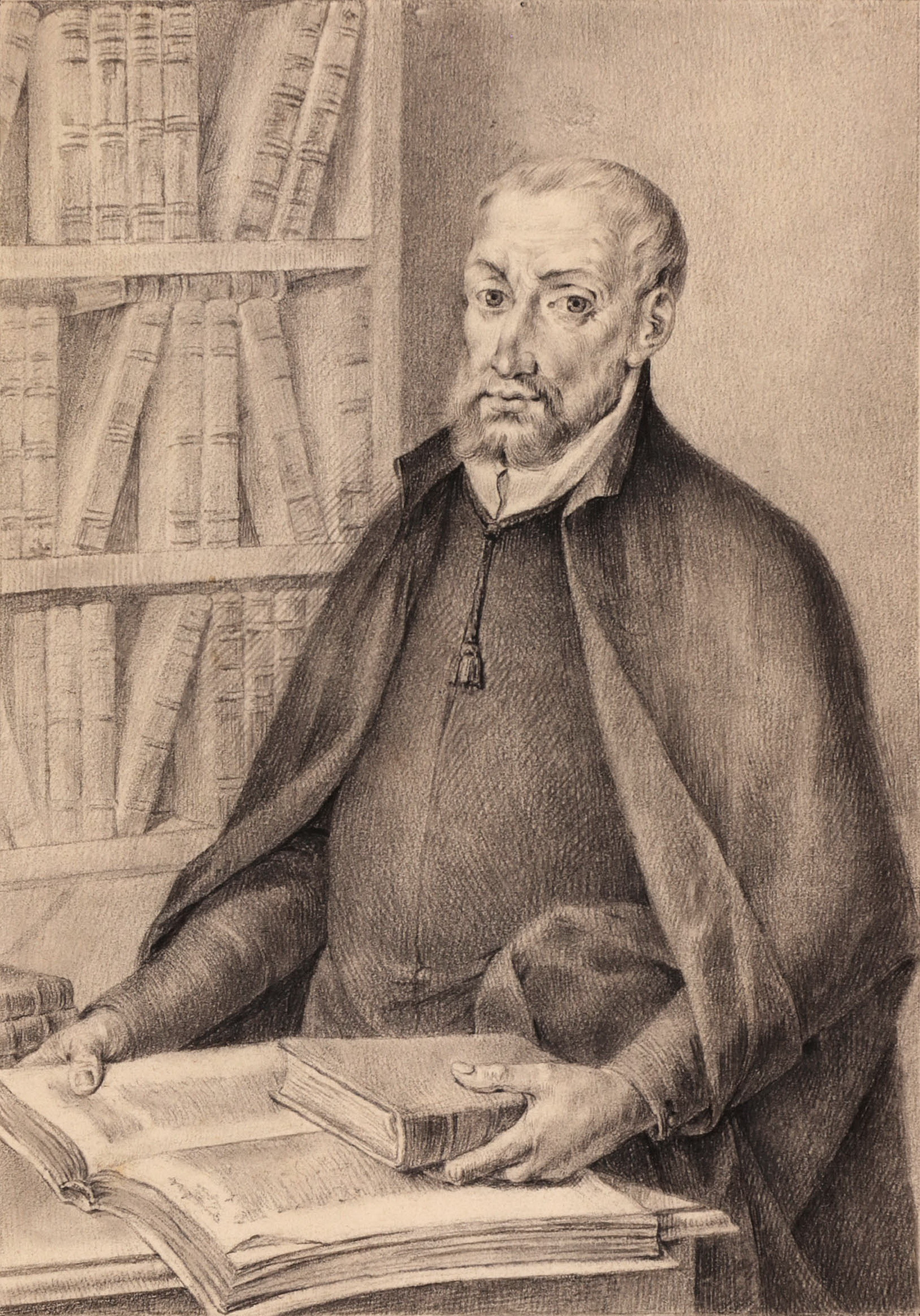
후안 히네스 데 세풀베다

도미니코회 수도사이자 치아파스 주교였던 바르톨로메 데 라스 카사스가 원주민의 자연권(rights of nature)을 옹호하며 그들이 에스파냐에서 건너간 식민자들과 동등한 대우를 받아야 한다고 주장했다. 반대편에서는 저명한 르네상스 인문주의자 후안 히네스 데 세풀베다가 원주민들의 식인풍습 등을 들어 그것이 "자연에 반하는 죄(crime aginst nature)"임을 주장하며 어떤 수를 동원해서라도, 필요하다면 전쟁을 통해서도 그 짓을 멈추게 해야 한다고 주장했다.
양측 모두 서로 자기가 이겼다고 주장했지만, 논쟁 자체에서 누가 이겼는지 뒷받침할 만한 사료는 없다. 이 사건은 식민주의와 피식민지인의 인권, 그리고 국제관계에 관한 최초의 도덕성 논쟁으로 여겨진다. 라스 카사스 등은 1542년 엔코미엔다를 규제하는 신법 통과에 기여한 바 있는 인물이었다. 이것으로 인디오들의 상황이 완전히 좋아지지는 않았으나, 어느 정도의 개선이 이루어졌다. 또한 이 회의는 16세기 에스파냐가 이후 후발 식민열강들 역시 겪게 될 도덕과 정의의 문제에 처했음을 상징하는 사건으로서 중요성을 갖는다. 결국 이 논쟁의 결론은 아프리카 흑인 노예로 노동력을 충원하는 것으로 귀결되게 되었다.